# Gigi Restagno
Gigi Restagno (Torino, 9 agosto 1957 – Torino, 15 gennaio 1997) è stato un musicista e disc jockey italiano.
Presenza scenica, humour, eleganza e soprattutto il grande talento di autore, fanno di Restagno una figura significativa della musica underground italiana.

## Biografia
Restagno fu un protagonista della scena mod italiana dai primi anni ottanta con i Blind Alley (trio formato dallo stesso Restagno con Luca Bertoglio e Marco Ciari) che pubblicarono (dopo una prima collaborazione con la Meccano Records) un solo singolo: Whistle March / I Was Dreaming, per la torinese Shirak Records, prima di sciogliersi nel 1983. I brani da lui firmati per il gruppo, tutti con testo in inglese, più uno strumentale, sono poco meno di una trentina e sono usciti esclusivamente su cassetta o bootleg dal vivo; tra questi Streets Of Murder (di cui abbiamo una versione dei Fratelli di Soledad dal titolo Sulla strada, presente nel loro album Balli e pistole), Blind Alley, Today, I Don't Think So e I Don't Care About.
Militò quindi nei Deafear, gruppo torinese di derivazione dark/new wave, insieme a Max Casacci (oggi Subsonica) e Lux Colarelli. La band ha al suo attivo due EP: Stairs (1983, etichetta Deafear) e The Waiting (etichetta Discordie).
Formò poi i Misfits (con Carlo Nosenzo al basso, Davide Graziano alla batteria e ancora Luca Bertoglio alla chitarra, sostituito poi da Max Casacci), con i quali proponeva un rock più psichedelico, in cui si possono cogliere echi dei Crazy Horse di Neil Young; in concerto eseguivano tra l'altro una cover di The Pusher degli Steppenwolf.
Suonò, in seguito, nei Leggendari Singles con Marco Ciari e Vittorio Musso, e con i Poker, con Alex Loggia, Marco Ciari e Sandra Brizzi delle Funky Lips.
Fu per un breve periodo direttore artistico dell'emittente indipendente torinese Radio Flash.
Il 15 gennaio del 1997 muore tragicamente in seguito ad un'overdose di eroina, a quarant'anni non ancora compiuti.

## Eredità artistica
Una delle sue ultime composizioni, Coriandoli a Natale (del 1996), è stata ripresa nel 2006 dai Subsonica con un singolo e un video.
Ulteriori brani di Restagno sono stati eseguiti o rivisitati da molti altri artisti o band, tra cui Fratelli di Soledad e Statuto.
Gli amici musicisti, in occasione dell'anniversario della sua prematura scomparsa, gli tributano ogni anno un omaggio con un concerto organizzato dai Mods torinesi (che da oltre un quarto di secolo hanno il loro quartier generale in Piazza Statuto a Torino), che vede la partecipazione di artisti "storici" della scena rock torinese e giovani band che ancora oggi si ispirano al suo stile.
Diego Amodio ha realizzato un intenso documentario su Gigi e la scena musicale torinese degli anni ottanta intitolato "Beautiful "Loser" – Una vita apparentemente normale", proiettato in anteprima al cinema Massimo di Torino il 4 marzo 2014 e pubblicato in seguito su DVD.
Nel 2012 la Onde Italiane pubblica un album, Blind Alley 1980-1983, contenente 14 brani dei Blind Alley.